# Rallye Paraguay
Die Rallye Paraguay, auch Rally Trans Itapua genannt, ist eine Rallye mit Sitz in Encarnación im Departement Itapúa im Südosten Paraguays.

## Geschichte
Die Rallye war bis anhin ein Lauf der südamerikanischen Rallye-Meisterschaft Codasur und der paraguayischen Meisterschaft, des Campeonato Nacional Paraguayo. Der Bewerb fand 1981 zum ersten Mal statt und wird mit Unterbrüchen bis heute ausgetragen.
Für das Jahr 2025 erhielt die Rallye erstmals den Status für die Austragung eines Weltmeisterschaftslauf (WRC) und wurde in den Kalender als 10. Veranstaltung aufgenommen.
Der Veranstalter unterzeichnete einen Mehrjahresvertrag, Paraguay ist somit das 38. Land, das einen Weltmeisterschaftslauf austrägt.
Die Rallye wird ausschließlich auf Schotterstraßen gefahren.
Der Servicepark wird in Encarnación aufgebaut.

## Statistik

### WRC-Gesamtsieger
| Jahr | Datum          | Rallye          | Fahrer | Co-Pilot | Auto |
| ---- | -------------- | --------------- | ------ | -------- | ---- |
| 2025 | 28.–31. August | Rallye Paraguay |        |          |      |